# Vámosatya, Szabolcs-Szatmár-Bereg
Vámosatya  este un sat în districtul Vásárosnamény, județul Szabolcs-Szatmár-Bereg, Ungaria, având o populație de 583 de locuitori (2011). 

## Demografie
Componența etnică a satului Vámosatya
     Maghiari (94,86%)
     Romi (5,14%)
Componența confesională a satului Vámosatya
     Reformați (71,87%)
     Romano-catolici (10,12%)
     Fără religie (4,8%)
     Greco-catolici (1,89%)
     Necunoscută (11,32%)
     Alte religii (0,51%)
Conform recensământului din 2011, satul Vámosatya avea 583 de locuitori. Din punct de vedere etnic, majoritatea locuitorilor (94,86%) erau maghiari, cu o minoritate de romi (5,14%).  Din punct de vedere confesional, majoritatea locuitorilor (71,87%) erau reformați, existând și minorități de romano-catolici (10,12%), persoane fără religie (4,8%) și greco-catolici (1,89%). Pentru 11,32% din locuitori nu este cunoscută apartenența confesională.